# Великодворський
Великодворський (рос. Великодворский) — селище у Гусь-Хрустальному районі Владимирської області Російської Федерації.
Входить до складу муніципального утворення Муніципальне утворення «Селище Великодворський». Населення становить 1984 особи (2010).

## Історія
Населений пункт розташований на землях фіно-угорського народу мещери.
Від 1929 року належить до Гусь-Хрустального району. Спочатку у складі Івановської промислової області, а від 19 серпня 1944 року — Владимирської області.
Згідно із законом від 25 травня 2005 року входить до складу муніципального утворення Муніципальне утворення «Селище Великодворський».

## Населення
| 1859  | 1897  | 1905  | 1926  | 1939  | 1959  | 1970  |
| ----- | ----- | ----- | ----- | ----- | ----- | ----- |
| 270   | ↗842  | ↘744  | ↗2441 | ↗3146 | ↗3407 | ↘3073 |
| 1979  | 1989  | 2002  | 2010  |       |       |       |
| ↘3018 | ↘2571 | ↘2270 | ↘1984 |       |       |       |